# مبان (کارولینای شمالی)
مبان (به انگلیسی: Mebane) شهری در ایالت کارولینای شمالی کشور ایالات متحده آمریکا است که جمعیت آن در سرشماری سال ۲۰۱۰ میلادی، ۱۱٬۳۹۳ نفر بوده‌است.